# Lussivolutopsius filosus
Lussivolutopsius filosus är en snäckart som först beskrevs av Dall 1919.  Lussivolutopsius filosus ingår i släktet Lussivolutopsius och familjen valthornssnäckor. Inga underarter finns listade i Catalogue of Life.